# Alfeld (Baviera)
Alfeld è un comune di 1 128 abitanti della Baviera, in Germania.
Appartiene al distretto governativo (Regierungsbezirk) della Media Franconia ed al circondario (Landkreis) del Nürnberger Land (targa LAU), ed è parte della comunità amministrativa (Verwaltungsgemeinschaft) di Happurg.